# 埃沙卢
埃沙卢（法語：Échalou，法語發音：[eʃalu] ⓘ）是法国奥恩省的一个市镇，位于该省北部偏西，属于阿让唐区。

## 地理
埃沙卢（48°43'40"N, 0°29'36"W）面积5.59 平方千米，位于法国诺曼底大区奧恩省，该省份为法国西北部内陆省份，北起顺时针与卡爾瓦多斯省、厄尔省、厄尔-卢瓦省、萨尔特省、马耶讷省和芒什省接壤。
与埃沙卢接壤的市镇（或旧市镇、城区）包括：朗迪古、赛尔拉韦尔里、乌尔姆地区贝卢、梅塞、圣安德烈德梅塞。
埃沙卢的时区为UTC+01:00、UTC+02:00（夏令时）。

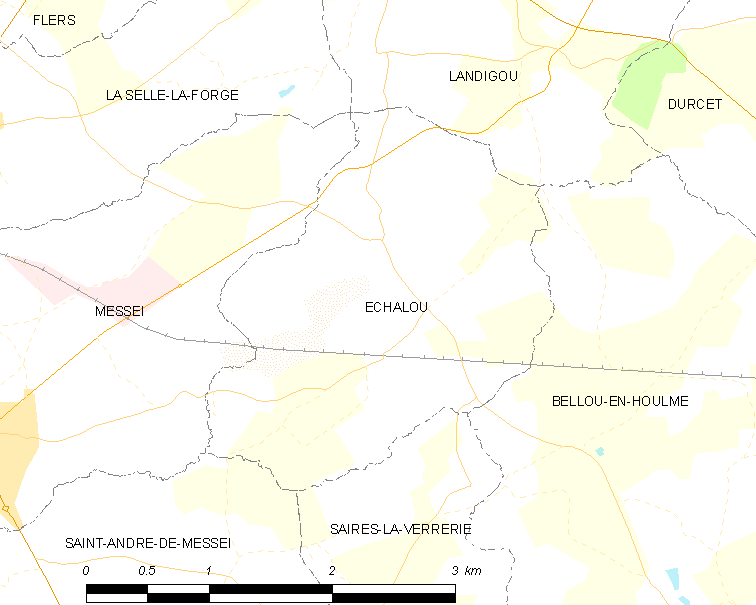
埃沙卢的OSM定位图

## 行政
埃沙卢的邮政编码为61440，INSEE市镇编码为61149。

## 政治
埃沙卢所属的省级选区为马塞堡县。

## 交通
奥恩省省道D43线、D118线、D225线和D812线经过境内。

## 人口

1962-2008年间埃沙卢人口变化图示

埃沙卢于2022年1月1日时的人口数量为328人。